# Contea di Yeongdeok
La contea di Yeongdeok (Yeongdeok-gun; 영덕군; 盈德郡) è una delle suddivisioni della provincia sudcoreana del Nord Gyeongsang.